# Santa María del Mercadillo
Santa María del Mercadillo es un municipio y localidad española situada en la provincia de Burgos, comunidad autónoma de Castilla y León, comarca de Ribera del Duero, partido judicial de Aranda.

## Geografía
Situado en el valle del Esgueva.
Sede de la Mancomunidad La Yecla.

## Historia

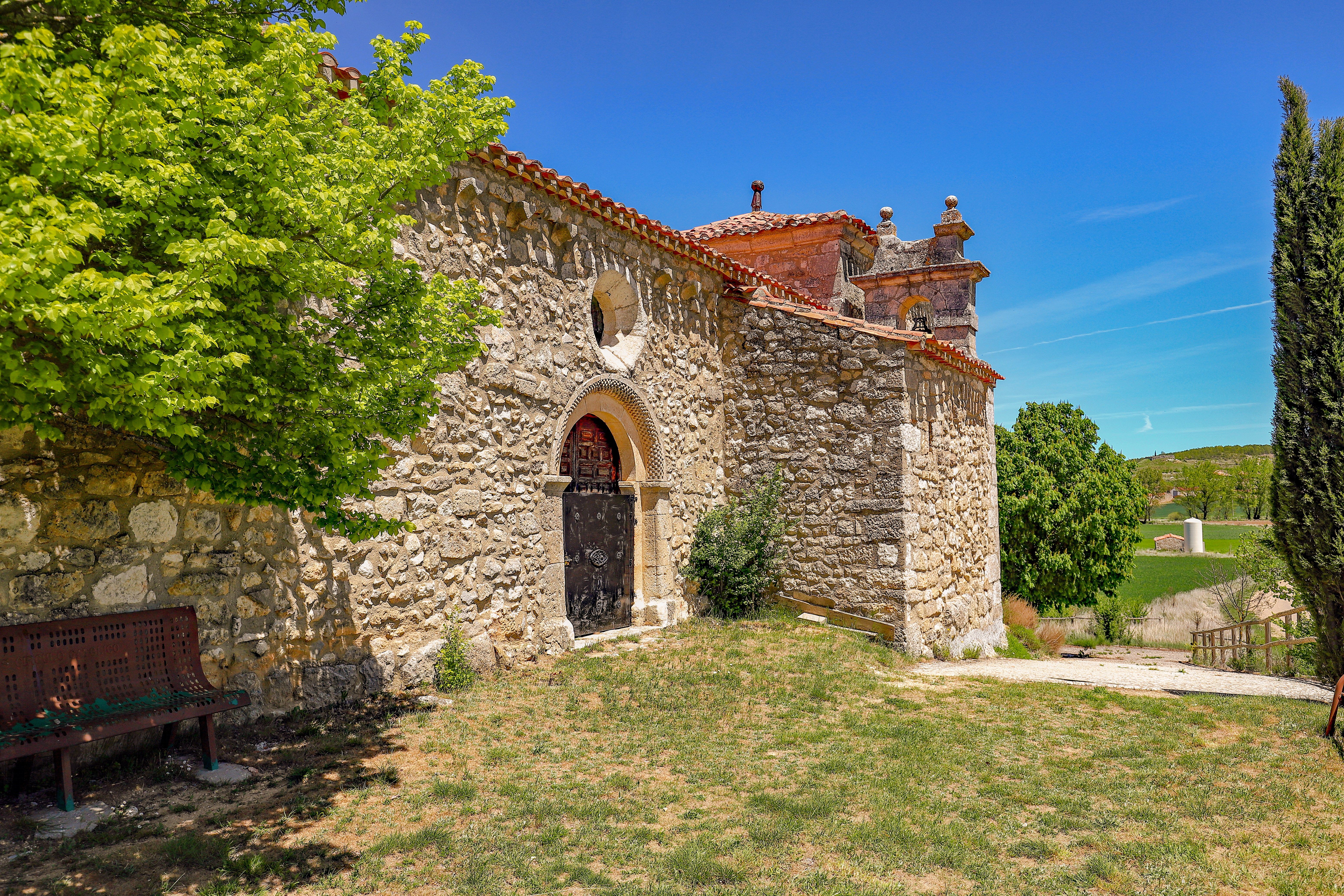
Ermita de la Virgen de la Vega

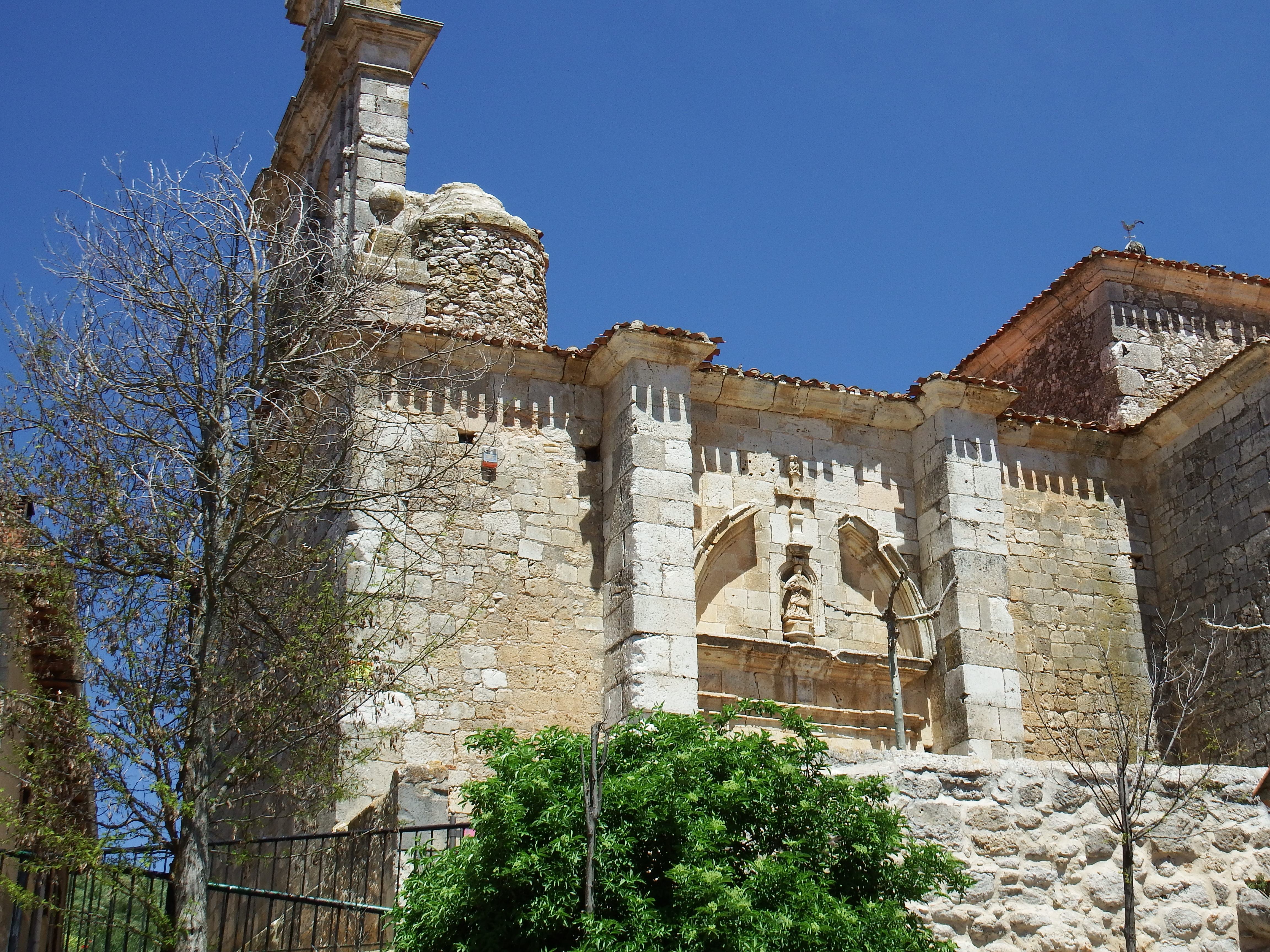
Iglesia de San Lorenzo

Santa María de Mercadillo es, sin duda alguna, un pueblo de origen medieval, y cuyo nombre originario sería este; y también su situación originaria sería, más o menos, la que actualmente tiene, en torno a una iglesia, que sería la "antigua casa del tío sacristán", donde hasta hace pocos años se podían ver detalles románicos (no hay que olvidar que, cuando, hace años, allanaron "las eras altas"  aparecieron sepulcros antropomorfos, así como al final de la cuesta de la subida a la iglesia-actual). Cercanos tenía 2 arroyos: el de la Nava-Perala y el Longar, cerca de los cuales está el pueblo; y para refugio tenía el cerro del cementerio viejo en cuya ladera surgió, y el páramo de la Lionte, por cuya ladera se "ensanchó". Pero su fundación, posiblemente como un monasterio, o debido a un grupo de ermitaños, en principio, por el nombre, seguramente fue un poco posterior al de otro pueblo, cuya localización la podemos situar en torno a su iglesia, la ermita actual del pueblo; es decir, Mercadillo, cercano al arroyo Longar y a los cerros y el páramo o mesa de "(S)antreval(l)es", entre ellos el "Andi-curre". Lo mismo le pasó a San Pedro de Mercadillo, construido en el "castro de Pinilla" y cuyos restos de su iglesia todavía se conservan; la ermita de San Pedro (algunos autores lo citan como monasterio).
Estos pueblos surgen, seguramente, hacia el siglo X debido a la repoblación de gentes y pueblos que tienen que hacer los reyes hispanocristianos a medida que van avanzando sus territorios conquistados hacia el S.; y su estabilidad teóricamente es mayor,a partir del siglo XI, pasado el periodo de Almanzor. No olvidemos que las migraciones para repoblar el sur, las hambrunas y las epidemias van a hacer desaparecer muchos de estos pequeños poblados. En principio las facilidades para repoblar eran muchas: por el sistema de "presura" y bajo la protección del rey, que los organizaba en "alfoces" en torno a un castillo: el de estos pequeños núcleos de población fue Clunia (hoy, Coruña del Conde). Los problemas para estas poblaciones vendrán, además de las epidemias, hambrunas o abandono por sus pobladores en busca de mejores tierras hacia el sur a medida que avanza la Reconquista, cuando empiecen las donaciones, los intercambios, y las falsificaciones documentales... Los nombres de estas poblaciones tienen un origen diverso: geográficos (físicos o botánicos), religiosos, señoriales y muchas veces repiten el nombre del lugar de donde provienen sus pobladores: por eso abundan los Mercadillo, los Santa María... Es curioso que el Mercadillo más septentrional de la península se encuentre en Asturias, aunque el más próximo, igual que Santa María, se encontraba en el alfoz de Lara, cerca de Salas de los Infantes- y que el nombre del río, donde pusieron sus molinos, "el viejo", "el nuevo", "la presa", "la rueda"..., se llamó durante varios siglos como el río que pasa junto a Covadonga, el Auseva o Acseva (de los prerromanos "Aqsa-Acsa-Assa o Aza", que significaba 'el agua o las aguas', lo mismo que "Au-s", más el también prerromano "-eva" 'corriente de agua o río') y más tarde, también en la Edad Media, "Esgueva o Esk-eva", posiblemente "corriente de agua o río" "dañino o peligroso", por sus crecidas sobre todo las de verano, "partido o dividido en dos ramales, o canalizado" como en la ciudad de Valladolid, o en su cabecera; aunque algunos han querido ver en él el antiguo Areva o río de los arévacos).
Pero no todos los núcleos de poblamiento tuvieron, dentro del alfoz (luego de la merindad), que en este caso fue Clunia, la misma importancia: sabemos que las "villas" tenían algunas prerrogativas de tipo judicial y podían tener "rollo o picota", mientras que los otros tipos de poblados pequeños no. Y, en ese sentido, sabemos que Mercadillo fue villa de realengo hasta 1155, en que Alfonso VII, según los documentos, se la donó al monasterio de Silos. También podríamos pensar, debido a su nombre, que tuvo la prerrogativa de poder hacer un pequeño mercado, o mercadillo, semanal para los pueblos de la zona. Si tuviéramos que completar la geografía de la zona, tendríamos: Ciruelos, Briongos, Berros, Tejada (Peña "Tajada") por el norte; por el sur, hacia Val de Hamet (luego cambiado por Val de Phande-de ahí Valdehande, quizás porque les pareció un nombre más cristiano),  tendríamos un pequeño monasterio, Santa Marina de Ciella o Cella de Kesón, Villa-longa, donde está hoy la ermita de la Virgen del Juncar/l-, y Val de Hamet, seguramente una donación a un señor de origen mozárabe, Tubilla (Tobilla, de toba) del Lago y Villa-()albilla (de albo, 'blanco') de Gumiel...; por el este, Espinosa de Cervera; y por el oeste, entre Pinilla (de pennilla, 'peña pequeña') Tras-monte y Mercadillo, además de San Pedro de Mercadillo, tenemos dos poblados sin localizar: Villa-izán o Villa-zate (¿tendrá algo que ver con Valdezán?) y Cellerolo de Calvos -(¿tendrá algo que ver con el Calverón, Trastorre...?); (¿y en "el colegio", al este del pueblo, hubo algún "monasterio" en sentido medieval?). Hemos de pensar que, debido a las facilidades que daba la presura, hubo bastantes más pequeños poblamientos, que luego no llegaron a cuajar, de los que solemos imaginar.

## Demografía

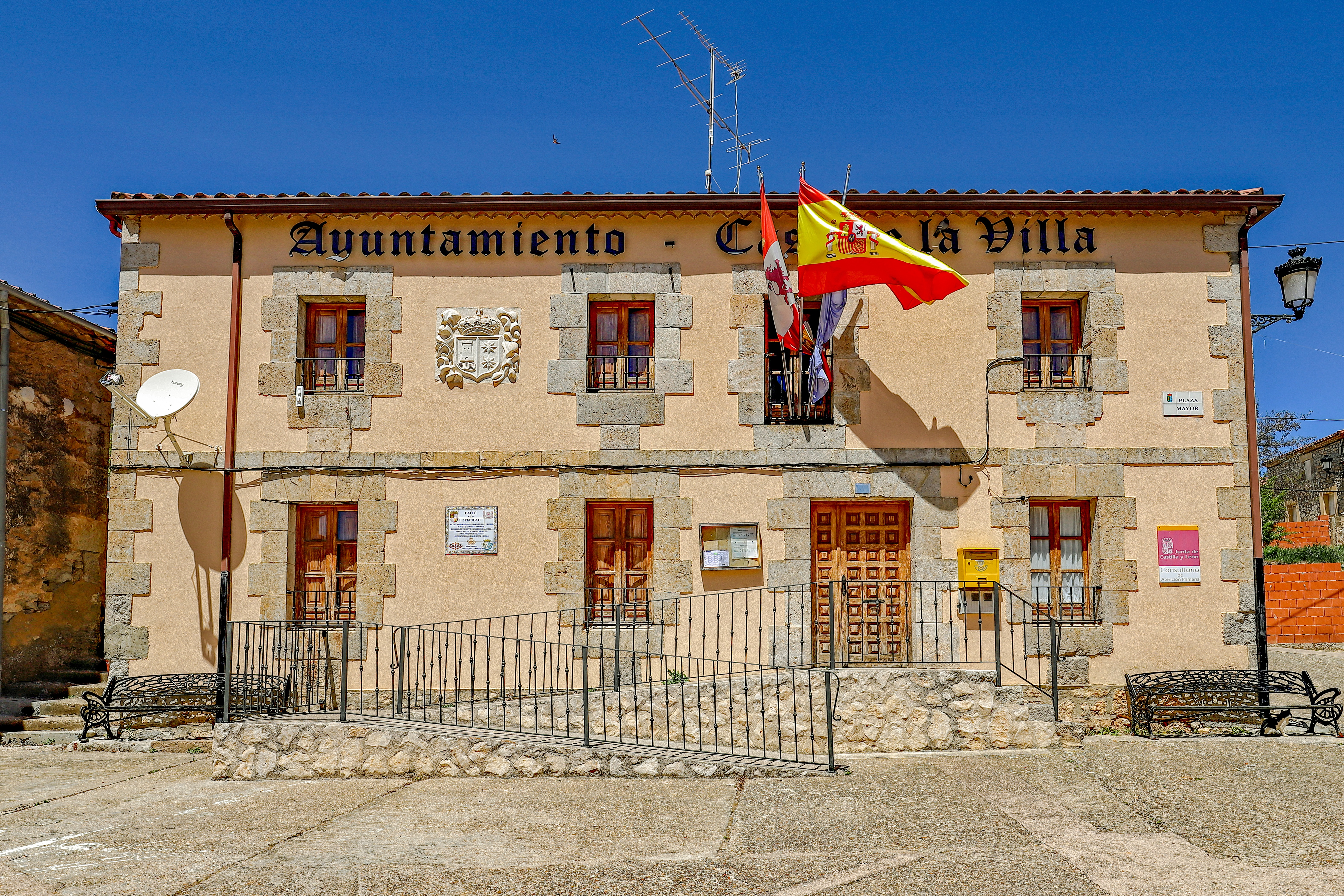
Casa consistorial

Santa María del Mercadillo cuenta con una población de 108 habitantes (INE 2024).
| Gráfica de evolución demográfica de Santa María del Mercadillo entre 1842 y 2021                                    |
| |
| Población de derecho según los censos de población del INE Población de hecho según los censos de población del INE |

## Cultura

### Fiestas y costumbres

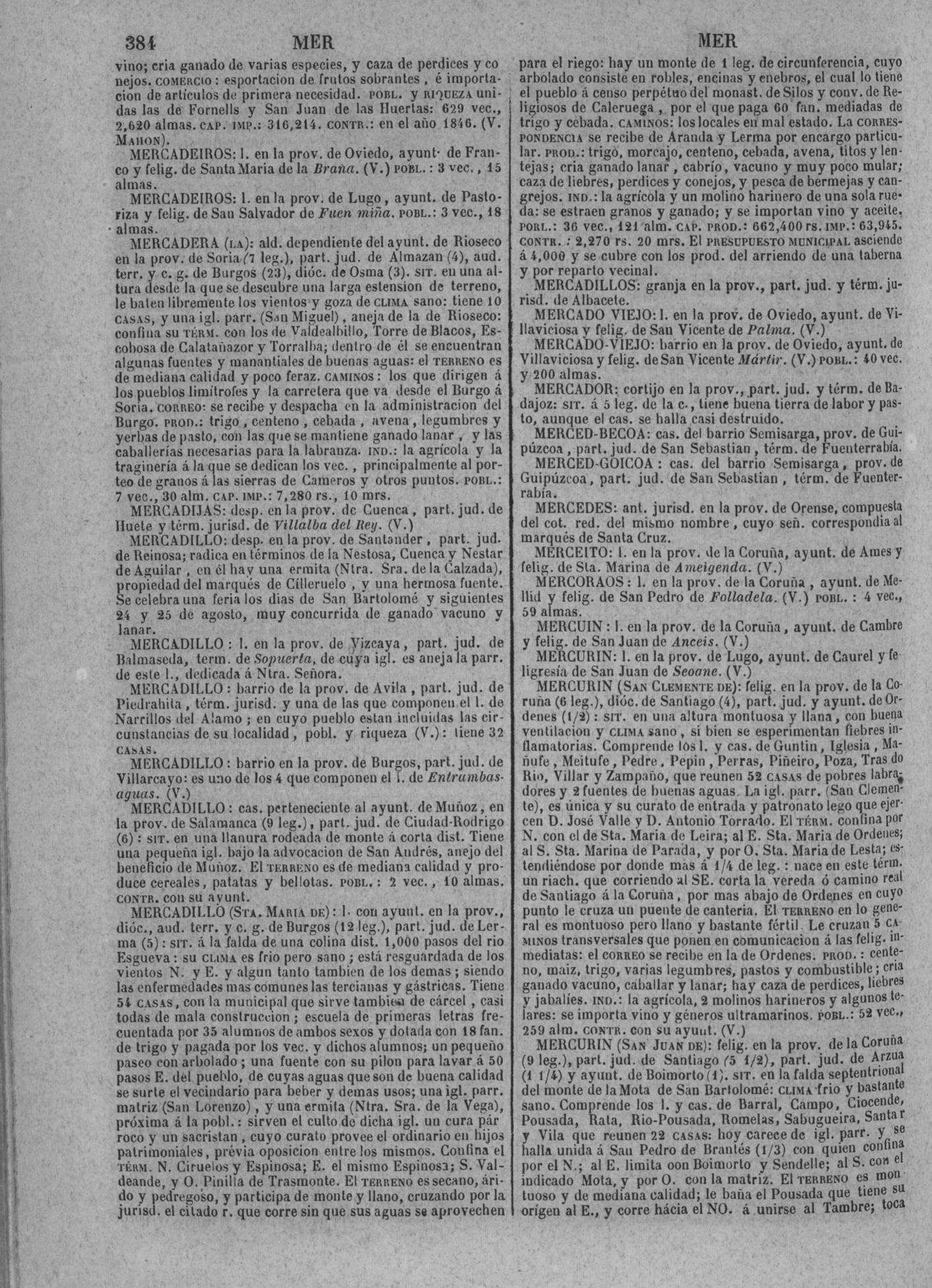
Pequeña descripción de Santa María del Mercadillo según el libro Diccionario geográfico-estadístico-histórico de España y sus posesiones de Ultramar de Pascual Madoz en 1846 (Página 387 del tomo 11) el cual es llamado Mercadillo (Sta María de)

- San Lorenzo, 10 de agosto , son las actuales fiestas patronales animadas por las Peñas, donde destacan los concursos, las verbenas y la tradicional Procesión con baile al Santo
- La Santísima Trinidad, el domingo anterior al Corpus eran antaño las fiestas patronales que unían ambas festividades. Actualmente ambas fiestas se celebran con una eucaristía y procesión donde es tradicional bailar la jota castellana delante de la Santísima Trinidad
- San Isidro Labrador, cada 15 de mayo, con Procesión y Fiesta de los labradores.
- Virgen de la Vega, Virgen patrona de la localidad, que se celebra el miércoles , víspera del Jueves de la Ascensión con un Traslado y Romería hasta su ermita.

Eran tradicionales: Las Marzas, la Noche de las Ánimas y algo de Carnaval... que en la actualidad se celebran el primer fin de semana de marzo. También el último fin de semana de enero, se celebran las tradicionales matanzas.
La Semana Santa se celebra al modo tradicional castellano acompañando con cánticos ancestrales a las imágenes vestidas de luto el Viernes Santo en la procesión conocida como "la Carrera", siendo vestidas de gloria el Domingo de Pascua donde tiene lugar el popular Encuentro con las imágenes adornadas con rosquillas símbolo de la Resurrección. Durante la misma y al llegar a las eras se realizan las Tres Reverencias del Cristo ante la Virgen despojandola del manto negro que ha llevado desde el día de Viernes Santo.